# Promecognathus crassus
Promecognathus crassus är en skalbaggsart som beskrevs av Leconte 1868. Promecognathus crassus ingår i släktet Promecognathus och familjen jordlöpare. Inga underarter finns listade i Catalogue of Life.